# 玉井 (大字)
玉井，原稱為噍吧哖，是臺灣臺南市玉井區的一個傳統地域名稱，也是全區行政中心所在地，位於該區中部。相較於今日行政區，其範圍大致包括玉井里不含北部中央凸出部分及其臨近地區、玉田里、竹圍里南部中央凸出部分、沙田里西北部邊界地帶的西側大部分地區。
本地區境內主要聚落為噍吧哖（玉井）、田仔墘、宅仔內、過溝、和薄，設有玉井工商、玉井國中、玉井國小。

## 歷史
台灣日治初期，玉井地區為一街庄，稱為「噍吧哖庄」（舊制街庄），隸屬於楠梓仙溪西里。該庄昔日西及西北隔曾文溪與口宵里庄為界，北邊西側一小段隔曾文溪支流後旦溪與鹿陶庄為界，北邊其餘部分與竹圍庄為鄰，東邊及南邊東段與沙仔田庄為鄰，南邊中至西段隔曾文溪另一支流後堀仔溪與芒仔芒庄為界。
1901年（日治明治三十四年）11月11日，全台廢縣廳改設二十廳，該庄隸屬於臺南廳。1904年（明治三十七年）3月31日，該庄編入「外噍吧哖區」，隸屬於臺南廳。1909年（明治四十二年）10月25日，全台合併二十廳為十二廳，外噍吧哖區仍隸屬於臺南廳。1920年（大正九年）10月1日，全台地方制度大改正，廢十二廳改設五州二廳，該庄改制並改名為「玉井」大字，隸屬於臺南州新化郡玉井庄（新制街庄）。
戰後玉井庄改制為玉井鄉，隸屬於臺南縣，大字亦改制為村。1950年（民國39年）10月25日，雲、嘉、南分治，玉井鄉仍隸屬於臺南縣。2010年（民國99年）12月25日，臺南縣、市合併為直轄臺南市，玉井鄉改制為玉井區，村亦改制為里。

## 聚落
本地區發展較早的聚落為噍吧哖（玉井）、田仔墘、宅仔內、過溝、和薄，在日治初期的官方地圖上已有記載。

## 交通
省道台84線又稱「東西向快速公路－北門玉井線」，其東側端點（玉井端）位於本地區中部偏西南、玉井市區西南側的省道台20線轉角路口。本地區路段屬於開放式道路，設有多個平交路口。由此等可快速前往台84線沿線各地，或銜接國道3號、國道1號。
省道台3線俗稱「內山公路」，是臺北市市區至屏東的幹道，經過本地區玉井市區，其中部分路路段與省道台20線共線。由該道路北行可前往楠西區、嘉義縣大埔鄉；南行可前往南化區、高雄市內門區、旗山區。
省道台20線是臺南至德高的幹道，其中部分路段稱為「南橫公路」（目前並未全線通車），經過本地區玉井市區南側及東南部，其中部分路路段與省道台3線共線。由該道路西行（大方向）可前往左鎮區、山上區南端、新化區、永康區等地；東行（大方向）可前往南化區、高雄市甲仙區、六龜區、桃源區等地。
區道南183線是照興至玉井的道路，其南側端點（終點）位於本地區玉井市區的省道台3線暨省道台20線轉角路口。

## 學校
- 玉井工商
- 玉井國中
- 玉井國小

## 公務機關
- 玉井區公所
- 臺南市玉井戶政事務所
- 臺南市政府警察局玉井分局暨玉井派出所
- 臺南市政府消防局第二大隊玉井消防分隊